# Mewa białooka
Mewa białooka (Ichthyaetus leucophthalmus) – gatunek ptaka wodnego z rodziny mewowatych (Laridae). Zamieszkuje Morze Czerwone i Zatokę Adeńską; nie jest zagrożony wyginięciem.

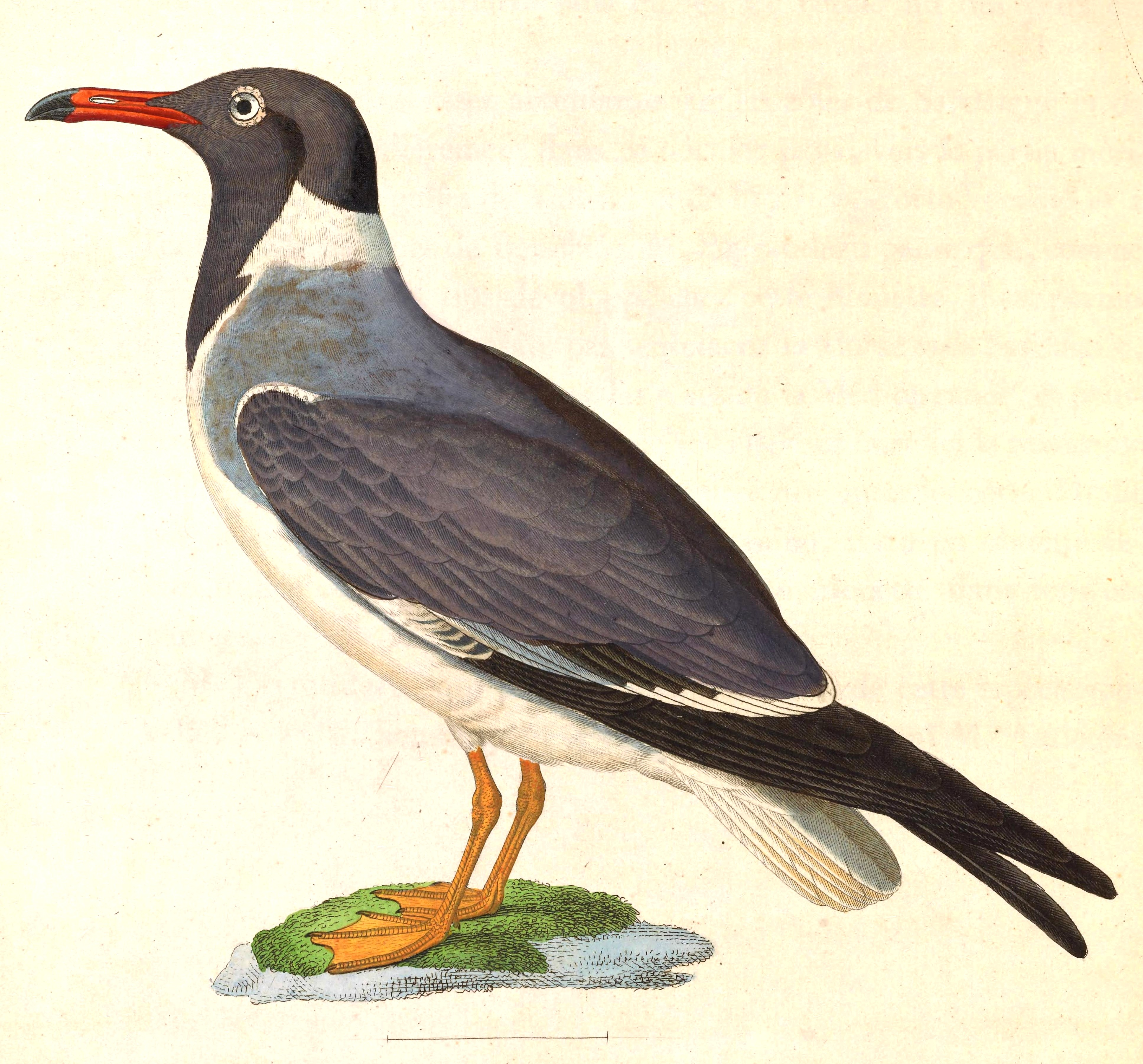
Ilustracja dołączona do pierwszego opisu

TaksonomiaGatunek ten opisał w 1825 roku Coenraad Jacob Temminck, nadając mu nazwę Larus leucophthalmus. Miejsce typowe to wybrzeża Morza Czerwonego. Obecnie gatunek zwykle zaliczany jest do rodzaju Ichthyaetus, choć niektórzy autorzy nadal umieszczają go w rodzaju Larus. Nie wyróżnia się podgatunków.
Zasięg występowaniaWystępuje na Morzu Czerwonym i Zatoce Adeńskiej. Regularnie choć nielicznie zapuszcza się na północ do Zatoki Akaba. Lęgi odbywa na położonych na tych akwenach wyspach należących do Egiptu, Sudanu, Erytrei, Dżibuti, Arabii Saudyjskiej, Jemenu i Somalii. Zimą rozprasza się po całym zasięgu lęgowym.
MorfologiaDługość ciała 39–43 cm, rozpiętość skrzydeł 100–109 cm (inne źródło podaje 110–115 cm). Masa ciała 275–415 g.

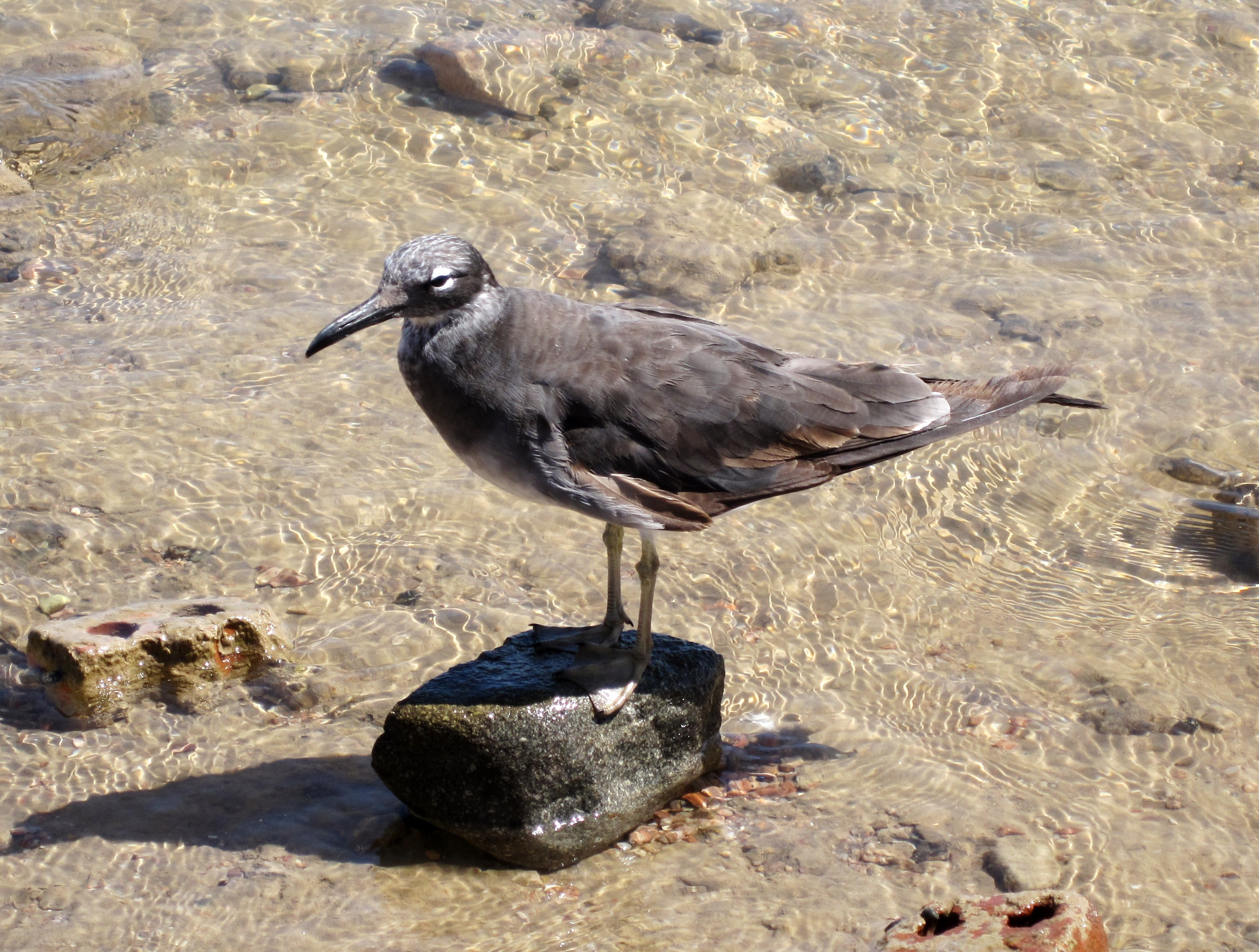
Osobnik młodociany

EkologiaPrzeważnie nadmorska. Sezon lęgowy trwa od czerwca (w Egipcie od maja) do września. Samica składa 1–3 jaja. Zjada głównie ryby, także nieco krabów, mięczaków i pierścienic; w Egipcie odnotowano zjadanie owoców krzewu Nitraria retusa.
StatusMiędzynarodowa Unia Ochrony Przyrody (IUCN) od 2018 roku klasyfikuje mewę białooką jako gatunek najmniejszej troski; wcześniej – od 2000 roku – miała ona status gatunku bliskiego zagrożenia, a od 1994 roku – gatunku narażonego. Liczebność światowej populacji szacuje się na 35 800 – 37 800 dorosłych osobników. Trend liczebności populacji uznawany jest za stabilny.